# Mistrovství světa v ragby 2019
Mistrovství světa v ragby 2019 se konalo v Japonsku. Devátý ročník světového šampionátu v rugby union se poprvé uskutečnil v Asii. Na turnaji startovalo dvacet zemí rozdělených do čtyř skupin po pěti, do play-off postoupily dva nejlepší z každé skupiny. První zápas proběhl 20. září, finále bylo na programu 2. listopadu.
Obhájce titulu z posledních dvou šampionátů, tým Nového Zélandu, vypadl v semifinále s Anglií 7:19 a po vítězství v zápase o 3. místo nad Walesem si odnesl bronzové medaile. Po 12 letech získala titul mistrů světa reprezentace Jihoafrické republiky, která porazila ve finále Anglii 32:12.Nejvíce bodů (69) nasbíral Jihoafričan Handré Pollard a nejvíce pětek (7) položil Velšan Josh Adams.

## Stadiony
| Čófu                         | Jokohama | Fukuroi | Higašiósaka                        |
| ---------------------------- | --- | --- | ---------------------------------- |
| Tokyo Stadium                | Nissan Stadium | Shizuoka Stadium Ecopa | Hanazono Rugby Stadium             |
| Kapacita: 49 970             | Kapacita: 72 327 | Kapacita: 50 889 | Kapacita: 30 000                   |
|                              | | |                                    |
| Fukuoka                      | Egao Kenkō Stadium Ōita Bank Dome Level-5 Stadium Ajinomoto Stadium Nissan Stadium Shizuoka Stadium Hanazono Rugby Stadium Toyota Stadium Sapporo Dome Kobe Wing Stadium Kumagaya Rugby Ground Kamaishi Recovery Memorial Stadium Umístění 12 stadionů, které hostí utkání světového šampionátu v ragby 2019, oznámených 28. září 2015. | Egao Kenkō Stadium Ōita Bank Dome Level-5 Stadium Ajinomoto Stadium Nissan Stadium Shizuoka Stadium Hanazono Rugby Stadium Toyota Stadium Sapporo Dome Kobe Wing Stadium Kumagaya Rugby Ground Kamaishi Recovery Memorial Stadium Umístění 12 stadionů, které hostí utkání světového šampionátu v ragby 2019, oznámených 28. září 2015. | Tojota                             |
| Fukuoka Hakatanomori Stadium | Egao Kenkō Stadium Ōita Bank Dome Level-5 Stadium Ajinomoto Stadium Nissan Stadium Shizuoka Stadium Hanazono Rugby Stadium Toyota Stadium Sapporo Dome Kobe Wing Stadium Kumagaya Rugby Ground Kamaishi Recovery Memorial Stadium Umístění 12 stadionů, které hostí utkání světového šampionátu v ragby 2019, oznámených 28. září 2015. | Egao Kenkō Stadium Ōita Bank Dome Level-5 Stadium Ajinomoto Stadium Nissan Stadium Shizuoka Stadium Hanazono Rugby Stadium Toyota Stadium Sapporo Dome Kobe Wing Stadium Kumagaya Rugby Ground Kamaishi Recovery Memorial Stadium Umístění 12 stadionů, které hostí utkání světového šampionátu v ragby 2019, oznámených 28. září 2015. | City of Toyota Stadium             |
| Kapacita: 22 563             | Egao Kenkō Stadium Ōita Bank Dome Level-5 Stadium Ajinomoto Stadium Nissan Stadium Shizuoka Stadium Hanazono Rugby Stadium Toyota Stadium Sapporo Dome Kobe Wing Stadium Kumagaya Rugby Ground Kamaishi Recovery Memorial Stadium Umístění 12 stadionů, které hostí utkání světového šampionátu v ragby 2019, oznámených 28. září 2015. | Egao Kenkō Stadium Ōita Bank Dome Level-5 Stadium Ajinomoto Stadium Nissan Stadium Shizuoka Stadium Hanazono Rugby Stadium Toyota Stadium Sapporo Dome Kobe Wing Stadium Kumagaya Rugby Ground Kamaishi Recovery Memorial Stadium Umístění 12 stadionů, které hostí utkání světového šampionátu v ragby 2019, oznámených 28. září 2015. | Kapacita: 45 000                   |
|                              | Egao Kenkō Stadium Ōita Bank Dome Level-5 Stadium Ajinomoto Stadium Nissan Stadium Shizuoka Stadium Hanazono Rugby Stadium Toyota Stadium Sapporo Dome Kobe Wing Stadium Kumagaya Rugby Ground Kamaishi Recovery Memorial Stadium Umístění 12 stadionů, které hostí utkání světového šampionátu v ragby 2019, oznámených 28. září 2015. | Egao Kenkō Stadium Ōita Bank Dome Level-5 Stadium Ajinomoto Stadium Nissan Stadium Shizuoka Stadium Hanazono Rugby Stadium Toyota Stadium Sapporo Dome Kobe Wing Stadium Kumagaya Rugby Ground Kamaishi Recovery Memorial Stadium Umístění 12 stadionů, které hostí utkání světového šampionátu v ragby 2019, oznámených 28. září 2015. |                                    |
| Sapporo                      | Egao Kenkō Stadium Ōita Bank Dome Level-5 Stadium Ajinomoto Stadium Nissan Stadium Shizuoka Stadium Hanazono Rugby Stadium Toyota Stadium Sapporo Dome Kobe Wing Stadium Kumagaya Rugby Ground Kamaishi Recovery Memorial Stadium Umístění 12 stadionů, které hostí utkání světového šampionátu v ragby 2019, oznámených 28. září 2015. | Egao Kenkō Stadium Ōita Bank Dome Level-5 Stadium Ajinomoto Stadium Nissan Stadium Shizuoka Stadium Hanazono Rugby Stadium Toyota Stadium Sapporo Dome Kobe Wing Stadium Kumagaya Rugby Ground Kamaishi Recovery Memorial Stadium Umístění 12 stadionů, které hostí utkání světového šampionátu v ragby 2019, oznámených 28. září 2015. | Óita                               |
| Sapporo Dome                 | Egao Kenkō Stadium Ōita Bank Dome Level-5 Stadium Ajinomoto Stadium Nissan Stadium Shizuoka Stadium Hanazono Rugby Stadium Toyota Stadium Sapporo Dome Kobe Wing Stadium Kumagaya Rugby Ground Kamaishi Recovery Memorial Stadium Umístění 12 stadionů, které hostí utkání světového šampionátu v ragby 2019, oznámených 28. září 2015. | Egao Kenkō Stadium Ōita Bank Dome Level-5 Stadium Ajinomoto Stadium Nissan Stadium Shizuoka Stadium Hanazono Rugby Stadium Toyota Stadium Sapporo Dome Kobe Wing Stadium Kumagaya Rugby Ground Kamaishi Recovery Memorial Stadium Umístění 12 stadionů, které hostí utkání světového šampionátu v ragby 2019, oznámených 28. září 2015. | Oita Stadium                       |
| Kapacita: 41 410             | Egao Kenkō Stadium Ōita Bank Dome Level-5 Stadium Ajinomoto Stadium Nissan Stadium Shizuoka Stadium Hanazono Rugby Stadium Toyota Stadium Sapporo Dome Kobe Wing Stadium Kumagaya Rugby Ground Kamaishi Recovery Memorial Stadium Umístění 12 stadionů, které hostí utkání světového šampionátu v ragby 2019, oznámených 28. září 2015. | Egao Kenkō Stadium Ōita Bank Dome Level-5 Stadium Ajinomoto Stadium Nissan Stadium Shizuoka Stadium Hanazono Rugby Stadium Toyota Stadium Sapporo Dome Kobe Wing Stadium Kumagaya Rugby Ground Kamaishi Recovery Memorial Stadium Umístění 12 stadionů, které hostí utkání světového šampionátu v ragby 2019, oznámených 28. září 2015. | Kapacita: 40 000                   |
|                              | Egao Kenkō Stadium Ōita Bank Dome Level-5 Stadium Ajinomoto Stadium Nissan Stadium Shizuoka Stadium Hanazono Rugby Stadium Toyota Stadium Sapporo Dome Kobe Wing Stadium Kumagaya Rugby Ground Kamaishi Recovery Memorial Stadium Umístění 12 stadionů, které hostí utkání světového šampionátu v ragby 2019, oznámených 28. září 2015. | Egao Kenkō Stadium Ōita Bank Dome Level-5 Stadium Ajinomoto Stadium Nissan Stadium Shizuoka Stadium Hanazono Rugby Stadium Toyota Stadium Sapporo Dome Kobe Wing Stadium Kumagaya Rugby Ground Kamaishi Recovery Memorial Stadium Umístění 12 stadionů, které hostí utkání světového šampionátu v ragby 2019, oznámených 28. září 2015. |                                    |
| Kumamoto                     | Kóbe | Kumagaya | Kamaiši                            |
| Kumamoto Stadium             | Kobe Wing Stadium | Kumagaya Rugby Stadium | Kamaishi Recovery Memorial Stadium |
| Kapacita: 32 000             | Kapacita: 30 132 | Kapacita: 24 000 | Kapacita: 16 187                   |
|                              | | |                                    |

## Kvalifikace
Všechny země, které skončily na minulém mistrovství světa na prvních třech místech v základních skupinách, se kvalifikovaly automaticky. Přes regionální kvalifikace se na MS probojovala Namibie, USA, Uruguay, Fidži, Tonga a Rusko. Z evropské kvalifikace se původně na světový šampionát probojovalo Rumunsko a do mezikontinentálních zápasů Španělsko, nicméně za tyto země hráli hráči, co neměli jejich občanství, a proto byli zápasy s těmito hráči kontumovány. Belgie byla také kontumována, a proto se do mezikontinentálních zápasů dostalo Německo. To se utkalo v dvojzápase se Samoou o postupové místo. Samoa v součtu vyhrála 108:43 a Německo čekalo mezikontinentální turnaj s Kanadou, Keňou a Hong Kongem o poslední místo na MS. Turnaj vyhrála Kanada a stala se posledním postupujícím. 

### Seznam kvalifikovaných týmů
| Kvalifikované týmy | Kvalifikované týmy    | Kvalifikované týmy                | Kvalifikované týmy | Kvalifikované týmy                               |
| Stát               | Tým                   | Kvalifikace                       | Předchozí účasti   | Nejlepší výsledky                                |
| ------------------ | --------------------- | --------------------------------- | ------------------ | ------------------------------------------------ |
| Afrika             | Jihoafrická republika | automaticky                       | 5                  | Vítěz (1995, 2007)                               |
| Afrika             | Namibie               | Afrika 1                          | 5                  | Skupina                                          |
| Severní Amerika    | USA                   | Amerika 1                         | 7                  | Skupina                                          |
| Severní Amerika    | Kanada                | vítěz mezikontinentálního turnaje | 8                  | Čtvrtfinále (1991)                               |
| Asie               | Japonsko              | pořadatel                         | 8                  | Skupina                                          |
| Evropa             | Anglie                | automaticky                       | 8                  | Vítěz (2003)                                     |
| Evropa             | Francie               | automaticky                       | 8                  | Runners-up (1987, 1999, 2011)                    |
| Evropa             | Gruzie                | automaticky                       | 4                  | Skupina                                          |
| Evropa             | Irsko                 | automaticky                       | 8                  | Čtvrtfinále (1987, 1991, 1995, 2003, 2011, 2015) |
| Evropa             | Itálie                | automaticky                       | 8                  | Skupina                                          |
| Evropa             | Rusko                 | Evropa 1                          | 1                  | Skupina                                          |
| Evropa             | Skotsko               | automaticky                       | 8                  | 4. místo (1991)                                  |
| Evropa             | Wales                 | automaticky                       | 8                  | 3. místo (1987)                                  |
| Oceánie            | Austrálie             | automaticky                       | 8                  | Vítěz (1991, 1999)                               |
| Oceánie            | Fidži                 | Oceánie 1                         | 7                  | Čtvrtfinále (1987, 2007)                         |
| Oceánie            | Nový Zéland           | automaticky                       | 8                  | Vítěz (1987, 2011, 2015)                         |
| Oceánie            | Samoa                 | vítěz play-off                    | 7                  | Čtvrtfinále (1991, 1995)                         |
| Oceánie            | Tonga                 | Oceánie 2                         | 7                  | Skupina                                          |
| Jižní Amerika      | Argentina             | automaticky                       | 8                  | 3. místo (2007)                                  |
| Jižní Amerika      | Uruguay               | Amerika 2                         | 3                  | Skupina                                          |

## Základní skupiny
Dvacet zemí je rozděleno do čtyř skupin po pěti týmech. V každé skupině se bude hrát stylem každý s každým, všechny týmy tak čekají čtyři zápasy.
| Skupina A                          | Skupina B                                               | Skupina C                          | Skupina D                            |
| ---------------------------------- | ------------------------------------------------------- | ---------------------------------- | ------------------------------------ |
| Irsko Skotsko Japonsko Rusko Samoa | Nový Zéland Jihoafrická republika Itálie Namibie Kanada | Anglie Francie Argentina USA Tonga | Austrálie Wales Gruzie Fidži Uruguay |

Týmy, které skončí na prvních dvou místech každé skupiny, postupují do čtvrtfinále. První tři v každé skupině se kvalifikují na Mistrovství světa v ragby 2023.
| Legenda | Legenda                                                                                                   |
| ------- | --- |
|         | Týmy, které postoupí do čtvrtfinále, čímž se automaticky kvalifikují na Mistrovství světa v ragby 2023    |
|         | Tým na třetím místě ve skupině se automaticky kvalifikuje na mistrovství světa v ragby 2023               |
|         | Týmy, které nepostoupí do čtvrtfinále, ani se automaticky nekvalifikují na mistrovství světa v ragby 2023 |
| n       | Neproměněný kop po pětce (tzv. nekonverze)                                                                |
| k       | Proměněný kop po pětce (tzv. konverze)                                                                    |
| (1/2)   | Úspěšné trestné kopy (1)/celkový počet trestných kopů (2)                                                 |
| (2/3)   | Proměněné drop góly (2)/celkový počet pokusů o drop gól (3)                                               |
| 20'     | Minuta, ve které došlo k bodové situaci                                                                   |

### Skupina A

#### Tabulka
| Tým      | Z | V | R | P | P5 | ZB  | OB  | +/−  | BB | B  |
| -------- | - | - | - | - | -- | --- | --- | ---- | -- | -- |
| Japonsko | 4 | 4 | 0 | 0 | 13 | 115 | 62  | +53  | 3  | 19 |
| Irsko    | 4 | 3 | 0 | 1 | 18 | 121 | 27  | +94  | 4  | 16 |
| Skotsko  | 4 | 2 | 0 | 2 | 16 | 119 | 55  | +64  | 3  | 11 |
| Samoa    | 4 | 1 | 0 | 3 | 8  | 58  | 128 | -70  | 1  | 5  |
| Rusko    | 4 | 0 | 0 | 4 | 1  | 19  | 160 | -141 | 0  | 0  |

#### Zápasy
Časy zápasů jsou uvedeny v japonském standardním čase (JST: UTC+9) a v závorce ve středoevropském letním čase (SELČ: UTC+2).
| 20. září 2019 19:45 JST (12:45 SELČ) | Japonsko | 30 – 10 | Rusko                                                                                       | Tokyo Stadium, Čófu Diváci: 45 745 Rozhodčí: Nigel Owens (Wales ) |
| 20. září 2019 19:45 JST (12:45 SELČ) | Pětky: Macušima (3) 12' n, 39' k, 69' k Labuschagné 47' n Kopy po pětce: Tamura (1/3) 40' Matsuda (1/1) 71' Trestné kopy: Tamura (2/2) 44', 64' | report  | Pětky: Golosnitsky 5' k Kopy po pětce: Kushnarev (1/1) 6' Trestné kopy: Kushnarev (1/1) 61' | Tokyo Stadium, Čófu Diváci: 45 745 Rozhodčí: Nigel Owens (Wales ) |

| 22. září 2019 16:45 JST (9:45 SELČ) | Irsko | 27 – 3 | Skotsko                         | Nissan Stadium, Jokohama Diváci: 63 731 Rozhodčí: Wayne Barnes (Anglie ) |
| 22. září 2019 16:45 JST (9:45 SELČ) | Pětky: Ja. Ryan 6' k Best 14' n Furlong 25' k Conway 56' n Kopy po pětce: Sexton (1/2) 8' Murray (1/2) 27' Trestné kopy: Carty (1/1) 68' | report | Trestné kopy: Laidlaw (1/1) 21' | Nissan Stadium, Jokohama Diváci: 63 731 Rozhodčí: Wayne Barnes (Anglie ) |

| 24. září 2019 19:15 JST (12:15 SELČ) | Rusko                                                                 | 9 – 34 | Samoa | Kumagaya Rugby Stadium, Kumagaya Diváci: 22 564 Rozhodčí: Romain Poite (Francie ) |
| 24. září 2019 19:15 JST (12:15 SELČ) | Trestné kopy: Kushnarev (2/2) 18', 25' Drop góly: Kushnarev (1/1) 47' | report | Pětky: Leiua (2) 15' n, 79' k Amosa 44' n Fidow (2) 48' k, 52' n Lee-Lo 62' n Kopy po pětce: Pisi (2/5) 49', 53' | Kumagaya Rugby Stadium, Kumagaya Diváci: 22 564 Rozhodčí: Romain Poite (Francie ) |

| 28. září 2019 16:15 JST (9:15 SELČ) | Japonsko                                                                                           | 19 – 12 | Irsko                                                              | Shizuoka Stadium Ecopa, Fukuroi Diváci: 47 813 Rozhodčí: Angus Gardner (Austrálie ) |
| 28. září 2019 16:15 JST (9:15 SELČ) | Pětky: Fukuoka 58' k Kopy po pětce: Tamura (1/1) 60' Trestné kopy: Tamura (4/5) 17', 33', 39', 71' | report  | Pětky: Ringrose 13' n Kearney 20' k Kopy po pětce: Carty (1/2) 21' | Shizuoka Stadium Ecopa, Fukuroi Diváci: 47 813 Rozhodčí: Angus Gardner (Austrálie ) |

| 30. září 2019 19:15 JST (12:15 SELČ) | Skotsko | 34 – 0 | Samoa | Kobe Wing Stadium, Kóbe Diváci: 27 586 Rozhodčí: Pascal Gaüzère (Francie ) |
| 30. září 2019 19:15 JST (12:15 SELČ) | Pětky: Maitland 29' k Laidlaw 33' k Trestná pětka (2) 56', 74' Kopy po pětce: Laidlaw (2/2) 30', 35' Trestné kopy: Laidlaw (1/1) 8' Drop góly: Hogg (1/1) 37' | report |       | Kobe Wing Stadium, Kóbe Diváci: 27 586 Rozhodčí: Pascal Gaüzère (Francie ) |

| 3. října 2019 19:15 JST (12:15 SELČ) | Irsko | 35 – 0 | Rusko | Kobe Wing Stadium, Kóbe Diváci: 26 856 Rozhodčí: Jérôme Garcès (Francie ) |
| 3. října 2019 19:15 JST (12:15 SELČ) | Pětky: Kearney 1' k O'Mahony 12' k Ruddock 34' k Conway 61' k Ringrose 75' k Kopy po pětce: Sexton (3/3) 3', 14', 36' Carty (2/2) 62', 76' | report |       | Kobe Wing Stadium, Kóbe Diváci: 26 856 Rozhodčí: Jérôme Garcès (Francie ) |

| 5. října 2019 19:30 JST (12:30 SELČ) | Japonsko | 38 – 19 | Samoa                                                                                          | City of Toyota Stadium, Tojota Diváci: 39 695 Rozhodčí: Jaco Peyper (Jihoafrická republika ) |
| 5. října 2019 19:30 JST (12:30 SELČ) | Pětky: Lafaele 28' k Himeno 53' k Fukuoka 76' n Macušima 80+5' k Kopy po pětce: Tamura (3/4) 29', 55', 80+7' Trestné kopy: Tamura (4/5) 3', 8', 24', 51' | report  | Pětky: Taefu 73' k Kopy po pětce: Taefu (1/1) 74' Trestné kopy: Taefu (4/5) 10', 15', 34', 45' | City of Toyota Stadium, Tojota Diváci: 39 695 Rozhodčí: Jaco Peyper (Jihoafrická republika ) |

| 9. října 2019 16:15 JST (9:15 SELČ) | Skotsko | 61 – 0 | Rusko | Shizuoka Stadium Ecopa, Fukuroi Diváci: 44 123 Rozhodčí: Wayne Barnes (Anglie ) |
| 9. října 2019 16:15 JST (9:15 SELČ) | Pětky: Hastings (2) 14' k, 18' k G. Horne (3) 22' k, 45' k, 59' n Turner 51' k Seymour 56' k Barclay 75' k McInally 78' k Kopy po pětce: Hastings (8/9) 15', 20', 24', 46', 53', 57', 76', 80' | report |       | Shizuoka Stadium Ecopa, Fukuroi Diváci: 44 123 Rozhodčí: Wayne Barnes (Anglie ) |

| 12. října 2019 19:45 JST (12:45 SELČ) | Irsko | 47 – 5 | Samoa               | Fukuoka Hakatanomori Stadium, Fukuoka Diváci: 17 967 Rozhodčí: Nic Berry (Austrálie ) |
| 12. října 2019 19:45 JST (12:45 SELČ) | Pětky: Best 4' k Furlong 10' k Sexton (2) 21' k, 39' n Larmour 48' k Stander 65' c Conway 70' k Kopy po pětce: Sexton (4/5) 5', 11', 23', 50 Carbery (2/2) 67', 72' | report | Pětky: J. Lam 26' n | Fukuoka Hakatanomori Stadium, Fukuoka Diváci: 17 967 Rozhodčí: Nic Berry (Austrálie ) |

| 13. října 2019 19:45 JST (12:45 SELČ) | Japonsko | 28 – 21 | Skotsko                                                                                             | Nissan Stadium, Jokohama Diváci: 67 666 Rozhodčí: Ben O'Keeffe (Nový Zéland ) |
| 13. října 2019 19:45 JST (12:45 SELČ) | Pětky: Macušima 17' k Inagaki 25' k Fukuoka (2) 39' k, 42' k Kopy po pětce: Tamura (4/4) 19', 26', 40'+1', 43' | report  | Pětky: Russell 6' k Nel 49' k Fagerson 54' k Kopy po pětce: Laidlaw (2/2) 7', 50' Russell (1/1) 55' | Nissan Stadium, Jokohama Diváci: 67 666 Rozhodčí: Ben O'Keeffe (Nový Zéland ) |

### Skupina B

#### Tabulka
| Tým                   | Z | V | R | P | P5 | ZB  | OB  | +/−  | BB | B  |
| --------------------- | - | - | - | - | -- | --- | --- | ---- | -- | -- |
| Nový Zéland           | 4 | 3 | 1 | 0 | 22 | 157 | 22  | +135 | 2  | 16 |
| Jihoafrická republika | 4 | 3 | 0 | 1 | 27 | 185 | 36  | +149 | 3  | 15 |
| Itálie                | 4 | 2 | 1 | 1 | 14 | 98  | 78  | +20  | 2  | 12 |
| Namibie               | 4 | 0 | 1 | 3 | 3  | 34  | 175 | -141 | 0  | 2  |
| Kanada                | 4 | 0 | 1 | 3 | 2  | 14  | 177 | -163 | 0  | 2  |

#### Zápasy
Časy zápasů jsou uvedeny v japonském standardním čase (JST: UTC+9) a v závorce ve středoevropském letním čase (SELČ: UTC+2).
| 21. září 2019 18:45 JST (11:45 SELČ) | Nový Zéland | 23 – 13 | Jihoafrická republika                                                                                             | Nissan Stadium, Jokohama Diváci: 63 649 Rozhodčí: Jérôme Garcès (Francie ) |
| 21. září 2019 18:45 JST (11:45 SELČ) | Pětky: Bridge 23' k S. Barrett 26' k Kopy po pětce: Mo'unga (2/2) 24', 27' Trestné kopy: Mo'unga (2/3) 22', 66' B. Barrett (1/1) 71' | report  | Pětky: du Toit 47' k Kopy po pětce: Pollard (1/1) 48' Trestné kopy: Pollard (1/2) 1' Drop góly: Pollard (1/1) 58' | Nissan Stadium, Jokohama Diváci: 63 649 Rozhodčí: Jérôme Garcès (Francie ) |

| 22. září 2019 14:15 JST (7:15 SELČ) | Itálie | 47 – 22 | Namibie | Hanazono Rugby Stadium, Higašiósaka Diváci: 20 354 Rozhodčí: Nic Berry (Austrálie ) |
| 22. září 2019 14:15 JST (7:15 SELČ) | Pětky: Trestná pětka 10' Allan 25' k Tebaldi 40' k Bellini 43' k Canna 46' k Polledri 69' n Minozzi 75' k Kopy po pětce: Allan (3/3) 26', 42', 44' Canna (2/3) 47', 76' | report  | Pětky: Stevens 5' k Greyling 56' n Plato 78' k Kopy po pětce: Loubser (2/3) 6', 79' Trestné kopy: Loubser (1/1) 50' | Hanazono Rugby Stadium, Higašiósaka Diváci: 20 354 Rozhodčí: Nic Berry (Austrálie ) |

| 26. září 2019 16:45 JST (9:45 SELČ) | Itálie | 48 – 7 | Kanada                                           | Fukuoka Hakatanomori Stadium, Fukuoka Diváci: 16 984 Rozhodčí: Nigel Owens (Wales ) |
| 26. září 2019 16:45 JST (9:45 SELČ) | Pětky: Steyn 7' k Budd 12' k Negri 43' k Trestná pětka 58' Bellini 61' n Zani 72' k Minozzi 78' n Kopy po pětce: Allan (3/4) 8', 13', 44' Canna (1/2) 73' Trestné kopy: Allan (1/1) 2' | report | Pětky: Coe 68' k Kopy po pětce: Nelson (1/1) 70' | Fukuoka Hakatanomori Stadium, Fukuoka Diváci: 16 984 Rozhodčí: Nigel Owens (Wales ) |

| 28. září 2019 18:45 JST (11:45 SELČ) | Jihoafrická republika | 57 – 3 | Namibie                         | City of Toyota Stadium, Tojota Diváci: 36 449 Rozhodčí: Mathieu Raynal (Francie ) |
| 28. září 2019 18:45 JST (11:45 SELČ) | Pětky: Mbonambi (2) 9' k, 16' k Louw 14' n Mapimpi (2) 26' n, 53' k Am 41' k Gelant 47' k Kolisi 58' n Brits 63' k Kopy po pětce: E.T. Jantjies (6/9) 10', 18', 42', 49', 54', 65' | report | Trestné kopy: Loubser (1/2) 23' | City of Toyota Stadium, Tojota Diváci: 36 449 Rozhodčí: Mathieu Raynal (Francie ) |

| 2. října 2019 19:15 JST (12:15 SELČ) | Nový Zéland | 63 – 0 | Kanada | Oita Stadium, Óita Diváci: 34 411 Rozhodčí: Romain Poite (Francie ) |
| 2. října 2019 19:15 JST (12:15 SELČ) | Pětky: Trestná pětka 5' J. Barrett 9' k Williams 17' k B. Barrett 36' k Ioane 41' k S. Barrett 45' k Frizell 47' k Weber (2) 50' k, 57' k Kopy po pětce: Mo'unga (8/8) 10', 19', 37', 43', 46', 49', 51', 59' | report |        | Oita Stadium, Óita Diváci: 34 411 Rozhodčí: Romain Poite (Francie ) |

| 4. října 2019 18:45 JST (11:45 SELČ) | Jihoafrická republika | 49 – 3 | Itálie                       | Shizuoka Stadium Ecopa, Fukuroi Diváci: 44 148 Rozhodčí: Wayne Barnes (Anglie ) |
| 4. října 2019 18:45 JST (11:45 SELČ) | Pětky: Kolbe (2) 5' k, 52' n Mbonambi 26' k Am 57' k Mapimpi 67' k Snyman 75' n Marx 80+2' n Kopy po pětce: Pollard (4/7) 6', 27', 59', 68' Trestné kopy: Pollard (2/2) 11', 50' | report | Trestné kopy: Allan (1/1) 8' | Shizuoka Stadium Ecopa, Fukuroi Diváci: 44 148 Rozhodčí: Wayne Barnes (Anglie ) |

| 6. října 2019 13:45 JST (6:45 SELČ) | Nový Zéland | 71 – 9 | Namibie                                  | Tokyo Stadium, Čófu Diváci: 48 354 Rozhodčí: Pascal Gaüzère (Francie ) |
| 6. října 2019 13:45 JST (6:45 SELČ) | Pětky: Reece (2) 5' n, 52' k Lienert-Brown (2) 20' n, 46' k Ta'avao 35' k B. Smith (2) 44' k, 67' k Moody 41' n Whitelock 55' k J. Barrett 75' k Perenara 78' n Kopy po pětce: J. Barrett (8/11) 36', 45', 43', 47', 52', 56', 68', 76' | report | Trestné kopy: Stevens (3/3) 2', 25', 29' | Tokyo Stadium, Čófu Diváci: 48 354 Rozhodčí: Pascal Gaüzère (Francie ) |

| 8. října 2019 19:15 JST (12:15 SELČ) | Jihoafrická republika | 66 – 7 | Kanada                                              | Kobe Wing Stadium, Kóbe Diváci: 28 014 Rozhodčí: Luke Pearce (Anglie ) |
| 8. října 2019 19:15 JST (12:15 SELČ) | Pětky: de Allende 3' k Nkosi 6' n Reinach (3) 10' k, 18' k, 21' k Gelant 28' k Steyn 40'+1' k Brits 55' k Willemse 66' k Malherbe 73' n Kopy po pětce: E. Jantjies (8/10) 3', 12', 20', 22', 29', 40'+2', 56', 68' | report | Pětky: Heaton 46' k Kopy po pětce: Nelson (1/1) 48' | Kobe Wing Stadium, Kóbe Diváci: 28 014 Rozhodčí: Luke Pearce (Anglie ) |

| 12. října 2019 13:45 JST (6:45 SELČ) | Nový Zéland | 0 – 0 | Itálie | City of Toyota Stadium, Tojota Rozhodčí: Luke Pearce (Anglie ) |
| 12. října 2019 13:45 JST (6:45 SELČ) |             |       |        | City of Toyota Stadium, Tojota Rozhodčí: Luke Pearce (Anglie ) |

| 13. října 2019 12:15 JST (5:15 SELČ) | Namibie | 0 – 0 | Kanada | Kamaishi Recovery Memorial Stadium, Kamaiši Rozhodčí: Paul Williams (Nový Zéland ) |
| 13. října 2019 12:15 JST (5:15 SELČ) |         |       |        | Kamaishi Recovery Memorial Stadium, Kamaiši Rozhodčí: Paul Williams (Nový Zéland ) |

### Skupina C

#### Tabulka
| Tým       | Z | V | R | P | P5 | ZB  | OB  | +/−  | BB | B  |
| --------- | - | - | - | - | -- | --- | --- | ---- | -- | -- |
| Anglie    | 4 | 3 | 1 | 0 | 17 | 119 | 20  | +99  | 3  | 17 |
| Francie   | 4 | 3 | 1 | 0 | 9  | 79  | 51  | +28  | 1  | 15 |
| Argentina | 4 | 2 | 0 | 2 | 14 | 106 | 91  | +15  | 3  | 11 |
| Tonga     | 4 | 1 | 0 | 3 | 9  | 67  | 105 | -38  | 2  | 6  |
| USA       | 4 | 0 | 0 | 4 | 7  | 52  | 156 | -104 | 0  | 0  |

#### Zápasy
Časy zápasů jsou uvedeny v japonském standardním čase (JST: UTC+9) a v závorce ve středoevropském letním čase (SELČ: UTC+2).
| 21. září 2019 16:15 JST (9:15 SELČ) | Francie | 23 – 21 | Argentina | Tokyo Stadium, Čófu Diváci: 44 004 Rozhodčí: Angus Gardner (Austrálie ) |
| 21. září 2019 16:15 JST (9:15 SELČ) | Pětky: Fickou 17' k Dupont 21' k Kopy po pětce: Ntamack (2/2) 18', 22' Trestné kopy: Ntamack (2/2) 29', 40' Drop góly: Lopez (1/1) 69' | report  | Pětky: Petti Pagadizábal 41' k Montoya 53' n Kopy po pětce: Sánchez (1/2) 42' Trestné kopy: Sánchez (1/1) 14' Urdapilleta (2/2) 60', 68' | Tokyo Stadium, Čófu Diváci: 44 004 Rozhodčí: Angus Gardner (Austrálie ) |

| 22. září 2019 19:15 JST (12:15 SELČ) | Anglie | 35 – 3 | Tonga                           | Sapporo Dome, Sapporo Diváci: 35 923 Rozhodčí: Paul Williams (Nový Zéland ) |
| 22. září 2019 19:15 JST (12:15 SELČ) | Pětky: Tuilagi (2) 23' n, 30' k George 56' k Dickie 76' k Kopy po pětce: Farrell (3/4) 32', 57', 77' Trestné kopy: Farrell (3/3) 10', 36', 42' | report | Trestné kopy: Takulua (1/2) 14' | Sapporo Dome, Sapporo Diváci: 35 923 Rozhodčí: Paul Williams (Nový Zéland ) |

| 26. září 2019 19:45 JST (12:45 SELČ) | Anglie | 45 – 7 | USA                                                           | Kobe Wing Stadium, Kóbe Diváci: 27 194 Rozhodčí: Nic Berry (Austrálie ) |
| 26. září 2019 19:45 JST (12:45 SELČ) | Pětky: Ford 6' k Vunipola 25' k Cowan-Dickie 33' n Cokanasiga (2) 48' n, 76' k McConnochie 58' k Ludlam 67' k Kopy po pětce: Ford (5/7) 7', 26', 60', 68', 77' | report | Pětky: Campbell 80'+1' k Kopy po pětce: MacGinty (1/1) 80'+2' | Kobe Wing Stadium, Kóbe Diváci: 27 194 Rozhodčí: Nic Berry (Austrálie ) |

| 28. září 2019 13:45 JST (6:45 SELČ) | Argentina                                                                                               | 28 – 12 | Tonga                                                           | Hanazono Rugby Stadium, Higašiósaka Diváci: 21 971 Rozhodčí: Jaco Peyper (Jihoafrická republika ) |
| 28. září 2019 13:45 JST (6:45 SELČ) | Pětky: Montoya (3) 6' k, 16' k, 25' k Carreras 19' k Kopy po pětce: Urdapilleta (4/4) 8', 18', 20', 27' | report  | Pětky: Veainu (2) 29' k, 65' n Kopy po pětce: Takulua (1/2) 31' | Hanazono Rugby Stadium, Higašiósaka Diváci: 21 971 Rozhodčí: Jaco Peyper (Jihoafrická republika ) |

| 2. října 2019 16:45 JST (9:45 SELČ) | Francie | 33 – 9 | USA                                        | Fukuoka Hakatanomori Stadium, Fukuoka Diváci: 17 660 Rozhodčí: Ben O'Keeffe (Nový Zéland ) |
| 2. října 2019 16:45 JST (9:45 SELČ) | Pětky: Huget 6' k Raka 24' n Fickou 67' k Serin 70' k Poirot 79' k Kopy po pětce: Ramos (1/2) 8' Lopez (3/3) 68', 71', 80'+1' | report | Trestné kopy: MacGinty (3/3) 19', 31', 65' | Fukuoka Hakatanomori Stadium, Fukuoka Diváci: 17 660 Rozhodčí: Ben O'Keeffe (Nový Zéland ) |

| 5. října 2019 17:00 JST (10:00 SELČ) | Anglie | 39 – 10 | Argentina                                                                                | Tokyo Stadium, Čófu Diváci: 48 185 Rozhodčí: Nigel Owens (Wales ) |
| 5. října 2019 17:00 JST (10:00 SELČ) | Pětky: May 9' n Daly 35' n Youngs 40'+1' n Ford 45' k Nowell 74' k Cowan-Dickie 80' k Kopy po pětce: Farrell (3/6) 47', 76', 80+1' Trestné kopy: Farrell (1/2) 54' | report  | Pětky: Moroni 71' k Kopy po pětce: Boffelli (1/1) 72' Trestné kopy: Urdapilleta (1/1) 7' | Tokyo Stadium, Čófu Diváci: 48 185 Rozhodčí: Nigel Owens (Wales ) |

| 6. října 2019 16:45 JST (9:45 SELČ) | Francie | 23 – 21 | Tonga                                                                                                  | Kumamoto Stadium, Kumamoto Diváci: 28 477 Rozhodčí: Nic Berry (Austrálie ) |
| 6. října 2019 16:45 JST (9:45 SELČ) | Pětky: Vakatawa 5' k Raka 31' k Kopy po pětce: Ntamack (2/2) 6', 33' Trestné kopy: Ntamack (3/4) 3', 51', 59' | report  | Pětky: Takulua 39' k Hingano 46' k Kapeli 78' k Kopy po pětce: Takulua (2/2) 40', 48' Fosita (1/1) 79' | Kumamoto Stadium, Kumamoto Diváci: 28 477 Rozhodčí: Nic Berry (Austrálie ) |

| 9. října 2019 13:45 JST (6:45 SELČ) | Argentina | 47 – 17 | USA                                                                              | Kumagaya Rugby Stadium, Kumagaya Diváci: 24 377 Rozhodčí: Paul Williams (Nový Zéland ) |
| 9. října 2019 13:45 JST (6:45 SELČ) | Pětky: Sánchez 18' k Tuculet (2) 24' k, 34' n Mallia (2) 43' k, 47' k de la Fuente 56' k Bertranou 70' k Kopy po pětce: Sánchez (5/6) 20', 24', 44', 48', 56' Urdapilleta (1/1) 71' | report  | Pětky: Scully (2) 38' n, 80'+2' n Lasike 59' k Kopy po pětce: MacGinty (1/3) 60' | Kumagaya Rugby Stadium, Kumagaya Diváci: 24 377 Rozhodčí: Paul Williams (Nový Zéland ) |

| 12. října 2019 17:15 JST (10:15 SELČ) | Anglie | 0 – 0 | Francie | Nissan Stadium, Jokohama Rozhodčí: Jaco Peyper (Jihoafrická republika ) |
| 12. října 2019 17:15 JST (10:15 SELČ) |        |       |         | Nissan Stadium, Jokohama Rozhodčí: Jaco Peyper (Jihoafrická republika ) |

| 13. října 2019 14:45 JST (7:45 SELČ) | USA                                                                               | 19 – 31 | Tonga | Hanazono Rugby Stadium, Higašiósaka Diváci: 22 012 Rozhodčí: Nigel Owens (Wales ) |
| 13. října 2019 14:45 JST (7:45 SELČ) | Pětky: Te'o (2) 20' k, 25' n Lamborn 76' k Kopy po pětce: MacGinty (2/3) 21', 77' | report  | Pětky: Fisiihoi 16' k Hingano 57' k Piutau 61' k Veainu 80' k Kopy po pětce: Takulua (2/2) 18', 59' Faiva (1/1) 63' Piutau (1/1) 80+1' Trestné kopy: Takulua (1/1) 50' | Hanazono Rugby Stadium, Higašiósaka Diváci: 22 012 Rozhodčí: Nigel Owens (Wales ) |

### Skupina D

#### Tabulka
| Tým       | Z | V | R | P | P5 | ZB  | OB  | +/− | BB | B  |
| --------- | - | - | - | - | -- | --- | --- | --- | -- | -- |
| Wales     | 4 | 4 | 0 | 0 | 17 | 136 | 69  | +67 | 3  | 19 |
| Austrálie | 4 | 3 | 0 | 1 | 20 | 136 | 68  | +68 | 4  | 16 |
| Fidži     | 4 | 1 | 0 | 3 | 17 | 110 | 108 | +2  | 3  | 7  |
| Gruzie    | 4 | 1 | 0 | 3 | 9  | 65  | 122 | -57 | 1  | 5  |
| Uruguay   | 4 | 1 | 0 | 3 | 6  | 60  | 140 | -80 | 0  | 4  |

#### Zápasy
Časy zápasů jsou uvedeny v japonském standardním čase (JST: UTC+9) a v závorce ve středoevropském letním čase (SELČ: UTC+2).
| 21. září 2019 13:45 JST (6:45 SELČ) | Austrálie | 39 – 21 | Fidži | Sapporo Dome, Sapporo Diváci: 36 482 Rozhodčí: Ben O'Keeffe (Nový Zéland ) |
| 21. září 2019 13:45 JST (6:45 SELČ) | Pětky: Hooper 17' k Hodge 35' k Latu (2) 56' n, 61' n Kerevi 68' k Koroibete 72' k Kopy po pětce: Lealiifano (1/2) 18' To'omua (2/3) 69', 73' Trestné kopy: Hodge (1/1) 50' | report  | Pětky: Yato 7' n Nayacalevu 43' k Kopy po pětce: Volavola (1/2) 45' Trestné kopy: Volavola (3/3) 4', 22', 30' | Sapporo Dome, Sapporo Diváci: 36 482 Rozhodčí: Ben O'Keeffe (Nový Zéland ) |

| 23. září 2019 19:15 JST (12:15 SELČ) | Wales | 43 – 14 | Gruzie                                                                               | City of Toyota Stadium, Tojota Diváci: 35 546 Rozhodčí: Luke Pearce (Anglie ) |
| 23. září 2019 19:15 JST (12:15 SELČ) | Pětky: J. Davies 3' n Tipuric 13' k Adams 19' k L. Williams 40' k T. Williams 65' k North 76' k Kopy po pětce: Biggar (4/5) 14', 20', 40', 66' Halfpenny (1/1) 77' Trestné kopy: Biggar (1/1) 7' | report  | Pětky: Mamukashvili 43' k Chilachava 69' k Kopy po pětce: Abzhandadze (2/2) 44', 70' | City of Toyota Stadium, Tojota Diváci: 35 546 Rozhodčí: Luke Pearce (Anglie ) |

| 25. září 2019 14:15 JST (7:15 SELČ) | Fidži | 27 – 30 | Uruguay | Kamaishi Recovery Memorial Stadium, Kamaiši Diváci: 14 025 Rozhodčí: Pascal Gaüzère (Francie ) |
| 25. září 2019 14:15 JST (7:15 SELČ) | Pětky: Dolokoto 8' n Mawi 19' k Ratuniyarawa 48' n Matawalu (2) 67' n, 80' n Kopy po pětce: Matavesi (1/5) 20' | report  | Pětky: Arata 14' k Diana 22' k Cat 26' k Kopy po pětce: Berchesi (3/3) 15', 23', 28' Trestné kopy: Berchesi (3/4) 38', 61', 76' | Kamaishi Recovery Memorial Stadium, Kamaiši Diváci: 14 025 Rozhodčí: Pascal Gaüzère (Francie ) |

| 29. září 2019 14:15 JST (7:15 SELČ) | Gruzie | 33 – 7 | Uruguay                                                 | Kumagaya Rugby Stadium, Kumagaya Diváci: 24 895 Rozhodčí: Wayne Barnes (Anglie ) |
| 29. září 2019 14:15 JST (7:15 SELČ) | Pětky: Todua 8' n Giorgadze 29' k Chilachava 42' k Bregvadze 51' k Kveseladze 57' k Kopy po pětce: Abzhandadze (4/5) 29', 43', 52', 58' | report | Pětky: Vilaseca 32' k Kopy po pětce: Berchesi (1/1) 33' | Kumagaya Rugby Stadium, Kumagaya Diváci: 24 895 Rozhodčí: Wayne Barnes (Anglie ) |

| 29. září 2019 16:45 JST (9:45 SELČ) | Austrálie | 25 – 29 | Wales | Tokyo Stadium, Čófu Diváci: 47 885 Rozhodčí: Romain Poite (Francie ) |
| 29. září 2019 16:45 JST (9:45 SELČ) | Pětky: Ashley-Cooper 20' n Haylett-Petty 45' k Hooper 61' k Kopy po pětce: To'omua (2/2) 47', 62' Trestné kopy: Foley (1/1) 28' To'omua (1/1) 67' | report  | Pětky: Parkes 12' k G. Davies 37' k Kopy po pětce: Biggar (1/1) 13' Patchell (1/1) 38' Trestné kopy: Patchell (3/3) 32', 36', 71' Drop góly: Biggar (1/1) 1' Patchell (1/1) 43' | Tokyo Stadium, Čófu Diváci: 47 885 Rozhodčí: Romain Poite (Francie ) |

| 3. října 2019 14:15 JST (7:15 SELČ) | Gruzie                                                                                         | 10 – 45 | Fidži | Hanazono Rugby Stadium, Higašiósaka Diváci: 21 069 Rozhodčí: Paul Williams (Nový Zéland ) |
| 3. října 2019 14:15 JST (7:15 SELČ) | Pětky: Gorgodze 52' k Kopy po pětce: Matiashvili (1/1) 54' Trestné kopy: Matiashvili (1/2) 34' | report  | Pětky: Nayacalevu 19' k Lomani 44' n Tuisova 49' n Radradra (2) 60' k, 75' k Kunatani 67' k Ratuniyarawa 69' k Kopy po pětce: Volavola (5/7) 20', 62', 69', 71', 76' | Hanazono Rugby Stadium, Higašiósaka Diváci: 21 069 Rozhodčí: Paul Williams (Nový Zéland ) |

| 5. října 2019 14:15 JST (7:15 SELČ) | Austrálie | 45 – 10 | Uruguay                                                                               | Oita Stadium, Óita Diváci: 33 781 Rozhodčí: Mathieu Raynal (Francie ) |
| 5. října 2019 14:15 JST (7:15 SELČ) | Pětky: Haylett-Petty (2) 5' k, 67' n Petaia 23' k Kuridrani (2) 30' n, 45' k Genia 52' k Slipper 60' k Kopy po pětce: Lealiifano (5/7) 6', 24', 47', 54', 62' | report  | Pětky: Diana 78' c Kopy po pětce: Berchesi (1/1) 78' Trestné kopy: Berchesi (1/1) 12' | Oita Stadium, Óita Diváci: 33 781 Rozhodčí: Mathieu Raynal (Francie ) |

| 9. října 2019 18:45 JST (11:45 SELČ) | Wales | 29 – 17 | Fidži                                                   | Oita Stadium, Óita Diváci: 33 379 Rozhodčí: Jérôme Garcès (Francie ) |
| 9. října 2019 18:45 JST (11:45 SELČ) | Pětky: Adams (3) 18' k, 31' k, 61' n L. Williams 69' k Kopy po pětce: Biggar (2/2) 20', 32' Patchell (1/2) 70' Trestné kopy: Patchell (1/1) 58' | report  | Pětky: Tuisova 4' n Murimurivalu 9' n Trestná pětka 54' | Oita Stadium, Óita Diváci: 33 379 Rozhodčí: Jérôme Garcès (Francie ) |

| 11. října 2019 19:15 JST (12:15 SELČ) | Austrálie | 27 – 8 | Gruzie                                                 | Shizuoka Stadium Ecopa, Fukuroi Diváci: 39 802 Rozhodčí: Pascal Gaüzère (Francie ) |
| 11. října 2019 19:15 JST (12:15 SELČ) | Pětky: White 23' k Koroibete 60' k Dempsey 75' n Genia 79' n Kopy po pětce: To'omua (2/4) 24', 61' Trestné kopy: To'omua (1/1) 37' | Report | Pětky: Todua 70' n Trestné kopy: Matiashvili (1/1) 28' | Shizuoka Stadium Ecopa, Fukuroi Diváci: 39 802 Rozhodčí: Pascal Gaüzère (Francie ) |

| 13. října 2019 17:15 JST (10:15 SELČ) | Wales | 35 – 13 | Uruguay                                                                                      | Kumamoto Stadium, Kumamoto Diváci: 27 317 Rozhodčí: Angus Gardner (Austrálie ) |
| 13. října 2019 17:15 JST (10:15 SELČ) | Pětky: Smith 16' k Adams 48' k Trestná pětka 65' T. Williams 73' k G. Davies 80'+4' k Kopy po pětce: Halfpenny (4/4) 17', 49', 74', 80'+5' | Report  | Pětky: Kessler 70' k Kopy po pětce: Berchesi (1/1) 71' Trestné kopy: Berchesi (2/2) 21', 38' | Kumamoto Stadium, Kumamoto Diváci: 27 317 Rozhodčí: Angus Gardner (Austrálie ) |

## Vyřazovací fáze
Časy zápasů jsou uvedeny v japonském standardním čase (JST: UTC+9) a v závorce ve středoevropském letním čase (SELČ: UTC+2), respektive poslední tři zápasy ve středoevropském čase (SEČ: UTC+1)

### Pavouk
|  | Čtvrtfinále           | Čtvrtfinále           |                         |       | Semifinále  | Semifinále  |  |  | Finále              | Finále |
|  |                       |                       |                         |       |             |             |  |  |                     |        |
|  | 19. října – Óita      |                       |                         |       |             |             |  |  |                     |        |
|  |                       |                       |                         |       |             |             |  |  |                     |        |
|  | Anglie                | 40                    |                         |       |             |             |  |  |                     |        |
|  | Anglie                | 40                    | 26. října – Jokohama    |       |             |             |  |  |                     |        |
|  | Austrálie             | 16                    |                         |       |             |             |  |  |                     |        |
|  | Austrálie             | 16                    | Anglie                  | 19    |             |             |  |  |                     |        |
|  | 19. října – Čófu      |                       | Anglie                  | 19    |             |             |  |  |                     |        |
|  |                       | Nový Zéland           | 7                       |       |             |             |  |  |                     |        |
|  | Nový Zéland           | Nový Zéland           | 7                       | 46    |             |             |  |  |                     |        |
|  | Nový Zéland           |                       | 2. listopadu – Jokohama | 46    |             |             |  |  |                     |        |
|  | Irsko                 | 14                    |                         |       |             |             |  |  |                     |        |
|  | Irsko                 | 14                    | Anglie                  | 12    |             |             |  |  |                     |        |
|  | 20. října – Óita      |                       | Anglie                  | 12    |             |             |  |  |                     |        |
|  |                       | Jihoafrická republika | 32                      |       |             |             |  |  |                     |        |
|  | Wales                 | Jihoafrická republika | 32                      | 20    |             |             |  |  |                     |        |
|  | Wales                 | 27. října – Jokohama  |                         | 20    |             |             |  |  |                     |        |
|  | Francie               | 19                    |                         |       |             |             |  |  |                     |        |
|  | Francie               | 19                    | Wales                   | 16    | Třetí místo | Třetí místo |  |  |                     |        |
|  | 20. října – Čófu      |                       | Wales                   | 16    | Třetí místo | Třetí místo |  |  |                     |        |
|  |                       | Jihoafrická republika | 19                      |       |             |             |  |  |                     |        |
|  | Japonsko              | Jihoafrická republika | 19                      | 3     | Nový Zéland | 40          |  |  |                     |        |
|  | Japonsko              |                       |                         | 3     | Nový Zéland | 40          |  |  |                     |        |
|  | Jihoafrická republika | 26                    |                         | Wales | 17          |             |  |  |                     |        |
|  | Jihoafrická republika | 26                    |                         |       | 17          |             |  |  |                     |        |
|  |                       |                       |                         |       |             |             |  |  | 1. listopadu – Čófu |        |
|  |                       |                       |                         |       |             |             |  |  |                     |        |

### Čtvrtfinále
| 19. října 2019 16:15 JST (9:15 SELČ) | Anglie | 40 – 16 | Austrálie                                                                                               | Oita Stadium, Óita Diváci: 36 954 Rozhodčí: Jérôme Garcès (Francie ) |
| 19. října 2019 16:15 JST (9:15 SELČ) | Pětky: May (2) 18' k, 21' k Sinckler 46' k Watson 76' k Kopy po pětce: Farrell (4/4) 19', 23', 47', 77' Trestné kopy: Farrell (4/4) 30', 51', 66', 73' | report  | Pětky: Koroibete 43' k Kopy po pětce: Lealiifano (1/1) 44' Trestné kopy: Lealiifano (3/3) 12', 26', 41' | Oita Stadium, Óita Diváci: 36 954 Rozhodčí: Jérôme Garcès (Francie ) |

| 19. října 2019 19:15 JST (12:15 SELČ) | Nový Zéland | 46 – 14 | Irsko                                                                   | Tokyo Stadium, Čófu Diváci: 46 686 Rozhodčí: Nigel Owens (Wales ) |
| 19. října 2019 19:15 JST (12:15 SELČ) | Pětky: A. Smith (2) 14' k, 20' k B. Barrett 32' n Taylor 48' k Todd 61' n Bridge 73' k J. Barrett 79' n Kopy po pětce: Mo'unga (4/7) 15', 22', 49', 74' Trestné kopy: Mo'unga (1/1) 6' Drop góly: B. Barrett (0/1) | report  | Pětky: Henshaw 69' k Trestná pětka 76' Kopy po pětce: Carbery (1/1) 69' | Tokyo Stadium, Čófu Diváci: 46 686 Rozhodčí: Nigel Owens (Wales ) |

| 20. října 2019 16:15 JST (9:15 SELČ) | Wales | 20 – 19 | Francie                                                                                  | Oita Stadium, Óita Diváci: 34 426 Rozhodčí: Jaco Peyper (Jihoafrická republika ) |
| 20. října 2019 16:15 JST (9:15 SELČ) | Pětky: Wainwright 12' k Moriarty 74' k Kopy po pětce: Biggar (2/2) 13', 75' Trestné kopy: Biggar (2/2) 20', 54' | report  | Pětky: Vahaamahina 5' n Ollivon 8' k Vakatawa 31' k Kopy po pětce: Ntamack (2/3) 9', 32' | Oita Stadium, Óita Diváci: 34 426 Rozhodčí: Jaco Peyper (Jihoafrická republika ) |

| 20. října 2019 19:15 JST (12:15 SELČ) | Japonsko                       | 3 – 26 | Jihoafrická republika | Tokyo Stadium, Čófu Diváci: 48 831 Rozhodčí: Wayne Barnes (Anglie ) |
| 20. října 2019 19:15 JST (12:15 SELČ) | Trestné kopy: Tamura (1/1) 20' | report | Pětky: Mapimpi (2) 4' n, 70' n de Klerk 66' k Kopy po pětce: Pollard (1/3) 66' Trestné kopy: Pollard (3/4) 44', 49', 64' | Tokyo Stadium, Čófu Diváci: 48 831 Rozhodčí: Wayne Barnes (Anglie ) |

### Semifinále
| 26. října 2019 17:00 JST (10:00 SELČ) | Anglie                                                                                          | 19 – 7 | Nový Zéland                                         | Nissan Stadium, Jokohama Diváci: 68 843 Rozhodčí: Nigel Owens (Wales ) |
| 26. října 2019 17:00 JST (10:00 SELČ) | Pětky: Tuilagi 2' c Kopy po pětce: Farrell (1/1) 3' Trestné kopy: Ford (4/4) 40', 50', 63', 69' | report | Pětky: Savea 57' c Kopy po pětce: Mo'unga (1/1) 58' | Nissan Stadium, Jokohama Diváci: 68 843 Rozhodčí: Nigel Owens (Wales ) |

| 27. října 2019 18:00 JST (10:00 SEČ) | Wales                                                                                          | 16 – 19 | Jihoafrická republika                                                                                   | Nissan Stadium, Jokohama Diváci: 67 750 Rozhodčí: Jérôme Garcès (Francie ) |
| 27. října 2019 18:00 JST (10:00 SEČ) | Pětky: Adams 65' k Kopy po pětce: Halfpenny (1/1) 66' Trestné kopy: Biggar (3/3) 18', 39', 46' | report  | Pětky: de Allende 57' k Kopy po pětce: Pollard (1/1) 58' Trestné kopy: Pollard (4/4) 15', 20', 35', 76' | Nissan Stadium, Jokohama Diváci: 67 750 Rozhodčí: Jérôme Garcès (Francie ) |

### Zápas o 3. místo
| 1. listopadu 2019 18:00 JST (10:00 SEČ) | Nový Zéland | 40 – 17 | Wales | Tokyo Stadium, Čófu Diváci: 48 842 Rozhodčí: Wayne Barnes (Anglie ) |
| 1. listopadu 2019 18:00 JST (10:00 SEČ) | Pětky: Moody 5' k B. Barrett 13' k B. Smith (2) 33' k, 40+1' k Crotty 42' k Mo'unga 76' n Kopy po pětce: Mo'unga (5/6) 7', 14', 34', 40'+2', 44' | report  | Pětky: Amos 19' k Adams 59' k Kopy po pětce: Patchell (1/1) 21' Biggar (1/1) 61' Trestné kopy: Patchell (1/1) 27' | Tokyo Stadium, Čófu Diváci: 48 842 Rozhodčí: Wayne Barnes (Anglie ) |

### Finále
| 2. listopadu 2019 18:00 JST (10:00 SEČ) | Anglie                                         | 12 – 32 | Jihoafrická republika | Nissan Stadium, Jokohama Diváci: 70 103 Rozhodčí: Jérôme Garcès (Francie ) |
| 2. listopadu 2019 18:00 JST (10:00 SEČ) | Trestné kopy: Farrell (4/5) 23', 35', 52', 60' |         | Pětky: Mapimpi 66' k Kolbe 74' k Kopy po pětce: Pollard (2/2) 67', 75' Trestné kopy: Pollard (6/7) 10', 26', 39', 43', 46', 58' | Nissan Stadium, Jokohama Diváci: 70 103 Rozhodčí: Jérôme Garcès (Francie ) |

## Vítěz
| Mistrovství světa v ragby 2019 Jihoafrická republika 3. titul Rojníci: Brits, de Jager, P.S. du Toit, T. du Toit, Etzebeth, Koch, Kolisi, Kitshoff, Louw, Malherbe, Marx, Mbonambi, Mostert, Mtawarira, Nyakane, Smith, Snyman, Vermeulen Útočníci: Am, de Allende, de Klerk, Gelant, E. Jantjies, H. Jantjies, Kolbe, Kriel, Le Roux, Mapimpi, Nkosi, Pollard, Reinach, Steyn Hlavní trenér: Rassie Erasmus; Asistenti: Jones, Nienaber, Proudfoot, Stick, Walters |

## Zrušené zápasy
10. října bylo oznámeno, že kvůli očekávané nepřízni počasí a tajfunu Hagibis budou zrušeny sobotní zápasy Nového Zélandu s Itálií a Anglie s Francií. Stalo se tak poprvé v historii mistrovství světa. Kvůli hrozícím sesuvům půdy a záplavám byl nakonec zrušen také nedělní zápas mezi Namibií a Kanadou.
Mezinárodní ragbyová unie před zahájením mistrovství světa rozhodla, že pokud nebude možné z důvodu počasí zápas odehrát, tak nedojde k jeho nahrazení a do tabulky se zapíše skóre 0:0. Každý tým tak zároveň získává nárok na 2 body. Ve skupině C bylo již o postupujících rozhodnuto, bojovat se ale mohlo o 1. příčku v tabulce. Ve skupině B si mohla Itálie v případě výhry zajistit místo ve čtvrtfinále, rozhodnutí ovlivnilo i Jižní Afriku, která sice již měla místo ve čtvrtfinále jisté, mohla ale teoreticky skončit v tabulce na prvním místě.

## Statistiky

### Nejvíce položených pětek
- 7 –  Josh Adams
- 6 –  Makazole Mapimpi
- 5 –  Kótaró Macušima

### Nejvíce proměněných kopů po pětce
- 20 –  Richie Mo'unga
- 14 –  Elton Jantjies
- 11 –  Owen Farrell

### Nejvíce proměněných trestných kopů
- 16 –  Handré Pollard
- 12 –  Owen Farrell
- 11 –  Yu Tamura

### Střelci drop gólů
- 1 –  Camille Lopez,  Yuri Kushnarev,  Stuart Hogg,  Handré Pollard,  Dan Biggar,  Rhys Patchell

### Nejvíce bodů
| Body | Jméno            | Tým                   | Pětky | Kopy po pětce | Trestné kopy | Drop góly |
| ---- | ---------------- | --------------------- | ----- | ------------- | ------------ | --------- |
| 69   | Handré Pollard   | Jihoafrická republika | 0     | 9             | 16           | 1         |
| 58   | Owen Farrell     | Anglie                | 0     | 11            | 12           | 0         |
| 54   | Richie Mo'unga   | Nový Zéland           | 1     | 20            | 3            | 0         |
| 51   | Yu Tamura        | Japonsko              | 0     | 9             | 11           | 0         |
| 41   | Dan Biggar       | Wales                 | 0     | 10            | 6            | 1         |
| 35   | Josh Adams       | Wales                 | 7     | 0             | 0            | 0         |
| 32   | George Ford      | Anglie                | 2     | 5             | 4            | 0         |
| 31   | Jordie Barrett   | Nový Zéland           | 3     | 8             | 0            | 0         |
| 30   | Makazole Mapimpi | Jihoafrická republika | 6     | 0             | 0            | 0         |
| 30   | Felipe Berchesi  | Uruguay               | 0     | 6             | 6            | 0         |